# بروزوو (استان لوبوسکی)
بروزوو (به لهستانی:  Brudzewo) یک روستا در لهستان است که در گمینا شچانگتس واقع شده‌است. بروزوو ۱۰۳ نفر جمعیت دارد.